# کاهنده آب

## تعریف
ماده افزودنی کاهنده آب به منظور تقلیل مقدار آب مصرفی در شرایط یکسان روانی بتن، یا افزایش
روانی بتن در شرایط یکسان میزان آب مصرفی به کار می‌رود.

## انواع
این مواد به دو نوع زیر تقسیم‌بندی می‌شوند:
1. کاهنده معمولی
2. کاهنده قوی آب